# Zasukane štorije

Zasukane štorije (COBISS) je zbirka kratkih zgodb Veronike Simoniti, izšla je leta 2005 pri Literarno-umetniškem društvu Literatura.

## Vsebina
Zasukane štorije je zbirka dvajsetih kratkih zgodb, napisanih v duhovitem in igrivem slogu, z značilnostmi anekdote v poantah in odprto strukturo. Notranjo napetost gradijo dokazovanje, namenoma skopa karakterizacija oseb, nepričakovani zapleti ter menjavanje časovnih in geografskih določnic, v katerih se skrivajo anekdotične zgodbe znamenitih ljudi. 